# Scott LaFaro
Rocco Scott LaFaro (* 3. April 1936 in Newark, New Jersey; † 7. Juli 1961 in Flint bei Geneva, New York) gilt als einer der innovativsten und einflussreichsten US-amerikanischen Bassisten der Jazzgeschichte.

## Leben und Schaffen
Scott LaFaro wuchs in einer musikalischen Familie auf, sein Vater spielte in vielen Big Bands. Er begann in seiner Grundschulzeit mit dem Klavierspiel, während der Junior High School lernte er Bassklarinette, um dann während der High-School auf Tenorsaxophon umzusteigen. Im Sommer vor seinem Eintritt ins College zum Musikstudium nahm er Kontrabass-Unterricht, da ein Streichinstrument Pflicht für Musiklehrer war. Nach drei Monaten beschloss er, sich auf den Bass zu konzentrieren.
LaFaro gab sein Studium auf, um in Buddy Morrows Big Band mitzuwirken. Nach einer landesweiten Tournee verließ er die Band in Los Angeles, um in der dortigen Musikszene sein Glück zu versuchen. Schnell erwarb er sich den Ruf eines der besten jungen Bassisten. 1959 schloss er sich nach Auftritten mit Größen  wie Chet Baker, Percy Heath, Victor Feldman, Stan Kenton und Benny Goodman dem Trio von Bill Evans an. In diese Zeit fällt auch eine Zusammenarbeit mit Ornette Coleman (Ornette!).
Scott LaFaro wurde in seiner kurzen Karriere vor allem durch sein Spiel im Bill-Evans-Trio einer der einflussreichsten Bassisten der Jazzgeschichte. An die Stelle des klassischen Walking Bass setzte er ein wesentlich freieres Spiel, das als eine Art Gegenmelodie zum Spiel von Bill Evans bezeichnet werden kann.
LaFaro spielte mit virtuoser Technik, begab sich oft für lange Soli in die höheren Register des Instruments und entschied sich häufig dafür, Gegenmelodien anstatt traditioneller Walking Bass-Linien zu spielen.
Zusammen mit dem Schlagzeuger Paul Motian wurde damit dem Triospiel eine neue Richtung gegeben, die auf Gleichberechtigung der Instrumente beruhte, statt auf der alleinigen Begleitung des Pianisten durch die beiden übrigen Mitwirkenden, wie es beispielsweise Erroll Garner praktizierte. Nach Ansicht des Bassisten Dave Holland ist der Bass durch LaFaro zur vierten Melodiestimme eines Quartetts geworden. Auch in technischer Hinsicht wurde LaFaro zum Maßstab für die folgende Bassistengeneration.

Scott LaFaros Basspart in der ersten Version von „Gloria’s Step“ mit dem Bill Evans-Trio (1961), unmittelbar nach dem Thema.

Scott LaFaros Basspart an derselben Stelle in der zweiten Version desselben Stückes

## Tod
LaFaro starb bei einem Autounfall in Flint, auf dem U.S. Highway 20, zwischen Geneva und Canandaigua, zwei Tage nachdem er Stan Getz auf dem Newport-Festival begleitet hatte, und keine zwei Wochen nach den wegweisenden Aufnahmen aus dem Village Vanguard mit Bill Evans. Die Aufnahmen wurden als Sunday at the Village Vanguard und Waltz for Debby veröffentlicht.
2015 wurde bekanntgegeben, dass an LaFaro in Geneva mit einem lebensgroßen Denkmal erinnert werden soll.

## Diskographische Hinweise
- Pieces of Jade (Resonance, 1961, ed. 2009)
- Bill Evans: The Legendary Trio at Birdland 1960 Revisited (Ezz-thetics, ed. 2024)
- Hampton Hawes: For Real! (Contemporary, 1961)